# Monsieur N.
Monsieur N. è un film franco-britannico del 2003 diretto da Antoine de Caunes. 
La pellicola racconta, tra fantasia e realtà, la storia degli ultimi anni di vita dell'imperatore Napoleone Bonaparte (interpretato da Philippe Torreton), imprigionato dagli inglesi nell'isola di Sant'Elena. Napoleone mantenne un fedele entourage di ufficiali che lo aiutarono a pianificare la sua fuga e a sfuggire alle attenzioni del maggiore generale Sir Hudson Lowe (Richard E. Grant), il governatore troppo zelante dell'isola.

## Trama
Isola di Sant'Elena, 15 ottobre 1840: in una notte piovosa alcuni uomini quasi assistono alla riesumazione del corpo di Napoleone Bonaparte, imperatore dei francesi e re d'Italia morto quasi vent'anni prima in esilio. Il feretro viene quindi portato a Parigi per la celebrazione dei solenni funerali, il 15 dicembre, prima della definitiva inumazione.
Sant'Elena, 1816: Napoleone, sconfitto a Waterloo un anno prima, vive a Longwood House, un luogo dal clima ostile in cui dovrà restare fino alla morte, strettamente sorvegliato da numerosi soldati inglesi. È stato accompagnato in esilio da una piccola corte, che include, tra i tanti, i generali Henri Gatien Bertrand, Carlo Tristano di Montholon e Gaspard Gourgaud, tra i quali non scorre buon sangue. A rallegrare le sue giornate c'è Betsy Balcombe, figlia di un commerciante inglese che vive sull'isola, che spesso viene a trovarlo insieme alla sua famiglia e con il quale ha uno stretto rapporto. L'imperatore, amante di Albine de Montholon, trascorre l'esilio a dettare ai suoi sottoposti le memorie, per lasciare ai posteri l'immagine migliore di sé.
Un giorno a Sant'Elena arriva sir Hudson Lowe come nuovo governatore dell'isola, insieme al giovane tenente Heathcote. Lowe, ligio alla disciplina e al dovere, si dimostra fin da subito desideroso a rendere difficile la vita a Napoleone, anche per timore che l'imperatore possa fuggire. Lowe, appena giunto a Longwood, vorrebbe vedere Napoleone ma Bertrand lo respinge dicendogli che l’imperatore non riceve nessuno. Tre giorni dopo viene accordato a Lowe un incontro, che si rivela essere burrascoso.
Il governatore, dopo aver fatto alcuni calcoli, si rende conto che il governo inglese spenderebbe cifre spropositate per mantenere Napoleone in futuro. Pertanto, matura l’idea di avvelenarlo lentamente con l’arsenico e, per farlo, è deciso a servirsi di qualcuno che viva sotto il suo stesso tetto. Il compito ricade su Montholon, dopo il rifiuto sdegnato del dottor O’Meara, che inizia ad avvelenare l'imperatore somministrandogli l'arsenico a piccole dosi. 
Un anno dopo Cipriani, fedele servitore corso nonché spia per conto di Napoleone, inizia a stare male dopo una notte passata in compagnia di una prostituta. Inizialmente l’uomo crede di essere stato avvelenato ma, dopo un breve consulto con un medico, scopre di avere un tumore allo stomaco. Pochi giorni dopo Cipriani muore e viene sepolto in una tomba anonima a Sant’Elena.
Nel 1840 l’ex tenente Heathcote, divenuto ormai colonnello, è desideroso di conoscere la verità sugli eventi degli ultimi misteriosi anni di Napoleone, che ha conosciuto a Sant'Elena. Dopo aver assistito al ritorno a Parigi del feretro dell’imperatore, interroga gli anziani generali Bertrand e Gourgaud, interrogandoli su che fine abbia fatto Betsy Balcombe. In seguito cerca di ottenere informazioni sugli ultimi anni di Napoleone a Sant'Elena da Montholon (finito in prigione), dall'ex moglie Albine e da Hudson Lowe, che dal 1821 è caduto in disgrazia. Una volta giunto presso l'abitazione dell'ex governatore, Heatcote comprende che, dopo che Napoleone aveva denunciato il suo tentativo di liberazione su Sant'Elena, Lowe aveva iniziato a fidarsi di lui a tal punto da stringere un accordo. Secondo la ricostruzione di Heatcote, l'imperatore gli chiese che voleva essere seppellito in una tomba anonima sulle rive della Senna, mentre al suo posto avrebbero sepolto sull'isola Cipriani.
Una volta arrivato di fronte alla tomba dell'imperatore a Les Invalides, Heatcote capisce che Cipriani non è morto nel 1817, ma è sopravvissuto fino al 5 maggio 1821, giorno in cui è deceduto prendendo il posto di Napoleone, sfruttando anche la somiglianza che c'è tra i due. L'imperatore, travestito da prete, è fuggito dall'isola ed è andato a vivere con Betsy.
Heathcote, venuto a sapere tempo prima da Gourgaud che Betsy aveva sposato un tale Abell (colui che, a questo punto, il colonnello crede essere l'imperatore), viaggia fino in Louisiana dove la donna inglese si era trasferita con il marito. Giunto nella piantagione della coppia, scopre da uno schiavo che il signor Abell è morto quattro anni prima. Poco dopo, vede la figlia di Betsy che si chiama Letizia, come la madre dell’imperatore e che ha i capelli scuri come quelli di Napoleone. Convinto di aver ormai scoperto la verità, se ne va soddisfatto senza essere visto da Betsy.

## Produzione
Le riprese del film sono state effettuate a Parigi (per le scene ambientate nel 1840) e in Sudafrica, vicino Cape Town (per le scene che si svolgevano durante l’esilio di Napoleone a Sant’Elena). 

## Distribuzione
Il film è stato distribuito in Francia nei cinema il 12 febbraio 2003, mentre in Italia il 26 agosto 2004 esclusivamente in DVD.

## Accoglienza

### Incassi
La pellicola, con un budget stimato di 15.920.000 euro, ha incassato 860.094 mila dollari in tutto il mondo.

### Critica
Il film ha ricevuto recensioni principalmente positive. Su Metacritic ha ottenuto un punteggio di 65 su 100 basato su 13 recensioni. A luglio 2020, il 71% delle 21 recensioni compilate da Rotten Tomatoes è positivo, con una valutazione media di 6,27/10. Il consenso dei critici del sito web recita: "Alimentato da performance raffinate come le sue immagini, Monsieur N. è uno sguardo imperfetto ma in gran parte avvincente su un capitolo immaginario dell'esilio di Napoleone".
Il film ha ricevuto una recensione positiva ma cauta sul The New York Times, che ha elogiato la performance di Philippe Torreton ma ha ritenuto la narrazione troppo complessa per un pubblico non iniziato alla storia di Napoleone.

## Curiosità
- In una scena si vede Napoleone impegnato con le parole crociate. Il primo gioco del genere apparve, però, nel 1913, quasi un secolo dopo quando è ambientato il film.[6]